# Дичкуте, Йоланта
Йоланта Дичкуте (лит. Jolanta Dičkutė, р. 8 декабря 1970 в Каунас) — литовский врач, политик, депутат Европейского парламента (2004—2009).

## Биография
В 1995 году окончила обучение в Каунасском медицинском университете, где получила специальность педиатра. В 2002 году получила степень доктора медицинских наук. Училась также в Высшей школе здравоохранения северных стран в Гётеборг.
С 2001 по 2004 работала координатором одного из проектов Всемирного банка в Литве, также преподавала профилактическую медицину в своей альма-матер. В 1997—2002 годах выполняла функции главного редактора фармацевтического журнала «Pharmacon».
В 2004 году вошла в состав национальных органов Партии труда. В том же году была избрана по списку этой партии в Европейский парламент. Принадлежала к парламентской группе Альянса либералов и демократов за Европу.